# ALBtelecom
 ALBtelecom SH.a. era una società privata di telecomunicazioni fondata nel 1912 che opera in Albania. È stata la più grande compagnia telefonica di linea fissa del paese, arrivando a coprire con la rete backbone in fibra ottica l'intero territorio delle città albanesi (la popolazione albanese è di 3,2 milioni).

## Storia
ALBtelecom è stata creata nel 1912 come società statale albanese che forniva servizi di telecomunicazioni, subito dopo l'indipendenza dell'Albania, ed è stata autorizzata a fornire telefonia fissa e mobile e Internet. Nel 1960 la capacità di telefonia fissa è quadruplicata. Nel frattempo, data la sempre crescente esigenza di comunicazione, nel 1965 furono istituiti uffici di Poste Telecomunicazioni in tutte le località del Paese. Ciò è stato ottenuto tramite l'interconnessione telefonica diretta di tutti gli uffici con Tirana.
All'inizio degli anni '70, il settore delle post-telecomunicazioni fece un altro passo importante; abilitazione dei collegamenti con i villaggi. È stato in questo anno che Tirana ha acquisito un collegamento diretto con tutte le altre città / paesi.
Gli anni '80 in poi segnano l'aumento dei flussi di investimenti, nell'ambito dell'ampliamento della capacità impiantistica nelle città, per il potenziamento e lo sviluppo della base tecnica, nonché per il montaggio dei dispositivi della numerazione, facilitando fortemente il percorso di comunicazione telefonica.
Inoltre, gli anni '90 hanno portato una nuova ventata di cambiamenti positivi nel Paese, che ha coinciso con l'installazione di un nuovo sistema e che è stata accompagnata da giganteschi cambiamenti nel campo delle telecomunicazioni.
Il 5 febbraio 1992, la Albanian Telecom è stata fondata come impresa separata. La società di telefonia fissa nel corso dei 15 anni ha segnato molti investimenti nel miglioramento della rete e nell'offerta di nuovi servizi. Il servizio telefonico pubblico delle carte prepagate è stato istituito nella prima parte del 1996, mentre nel 1997 è stata applicata una linea più qualitativa di cavo in fibra ottica nella trasmissione del traffico internazionale.
Alla fine del 2012, l'azienda ha investito sulla sostituzione e l'espansione della rete dalla tecnologia TDM alla tecnologia NGN, per aumentare le capacità in tutto il paese, sulla preparazione delle infrastrutture, sui servizi tecnologici più recenti, nonché per migliorare la infrastruttura di servizio, ecc.
La rete in fibra ottica ha già raggiunto i 3000 km su tutto il territorio nazionale, con 600 km di rete internazionale che consente il collegamento con i paesi limitrofi.

### La fusione con Eagle Mobile
Il processo di fusione di ALBtelecom e Eagle Mobile è iniziato nel marzo 2011. Sebbene facessero parte dello stesso pacchetto, le società funzionavano come due entità diverse. Nel febbraio 2013, la società ALBtelecom ha preso possesso della società di telefonia mobile Eagle Mobile, che è diventata un marchio all'interno di ALBtelecom. L'Autorità per le comunicazioni elettroniche e postali (EPCA - AKEP) ha concesso ad ALBtelecom la licenza di trasferimento che consente all'azienda di offrire prodotti e servizi di telefonia fissa, Internet a banda larga, telefonia mobile e Internet a banda larga mobile con il marchio Eagle Mobile.

## Eagle Mobile
Eagle Mobile è entrata nel mercato delle telecomunicazioni albanese il 12 marzo 2008. Ora l'azienda copre il 98,5% della popolazione del paese e il 92,5% del territorio nazionale. Il terzo operatore ha contribuito alla liberalizzazione del mercato. Con il suo arrivo i prezzi hanno subito un forte calo di oltre il 40%.
Durante il 2017 Eagle Mobile è stato sostituito con il marchio ALBtelecom Mobile.